# Avenue François-Fresneau
Pour les articles homonymes, voir Fresneau.
L'avenue François-Fresneau est une voie située dans le 12e arrondissement de Paris, en France.

## Origine du nom

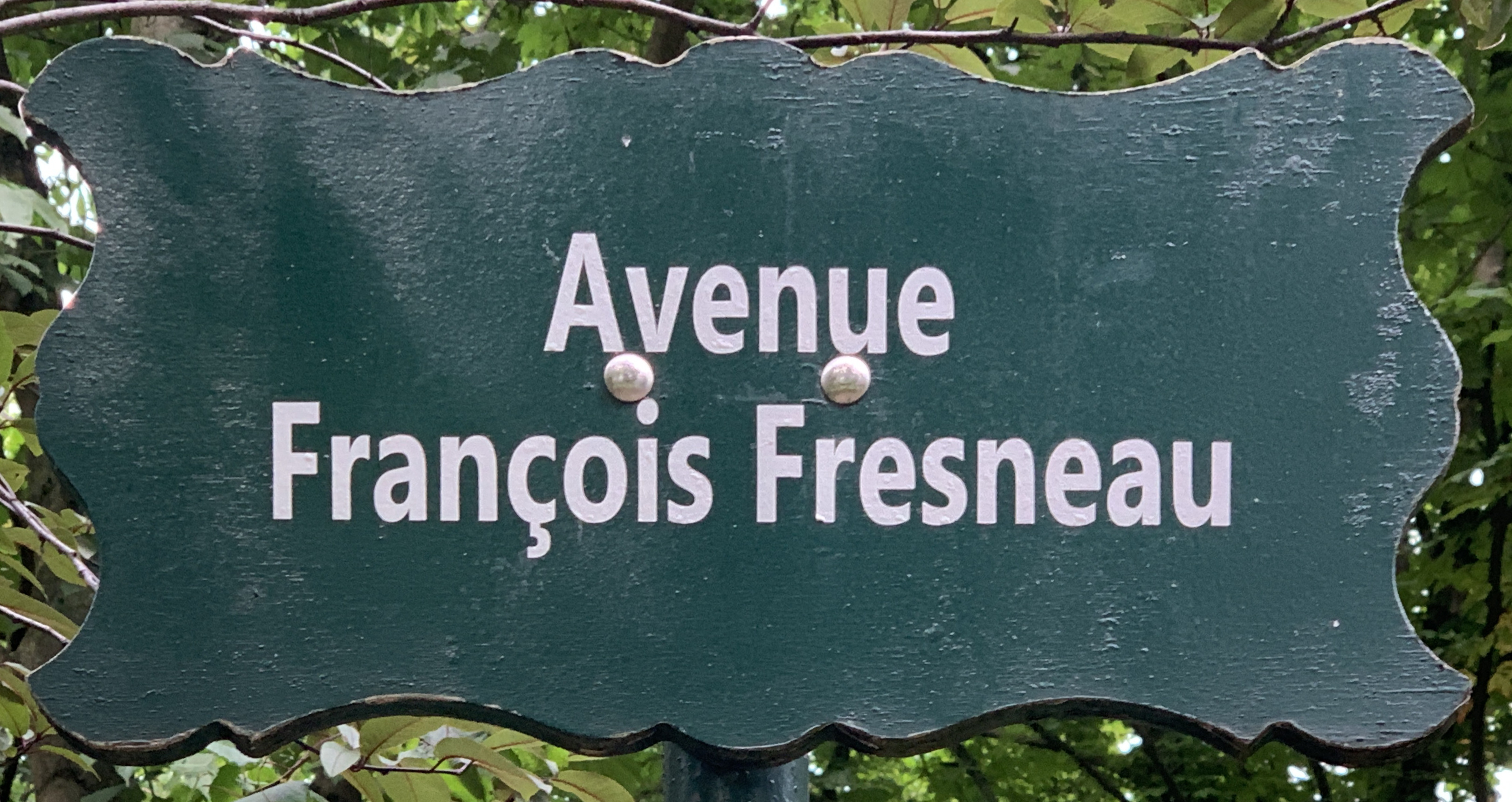
Plaque de l'avenue.